# Karólína Lea Vilhjálmsdóttir
Karólína Lea Vilhjálmsdóttir (Reykjavík, 8 agosto 2001) è una calciatrice islandese, centrocampista dell'Inter e della nazionale islandese.

## Carriera

### Club
Vilhjálmsdóttir per la prima parte della carriera veste la maglia della neopromossa FH Hafnarfjarðar, esordendo in Úrvalsdeild kvenna, primo livello del campionato islandese femminile di calcio, non ancora quindicenne il 14 maggio 2016, alla 1ª giornata di campionato, rilevando al 46' Selma Dögg Björgvinsdóttir, partita titolare, nell'incontro vinto per 1-0 in trasferta sulle avversarie del ÍA Akranes.
Dopo aver giocato per Breiðablik, Bayern Monaco e Bayer Leverkusen, il 2 luglio 2025 viene ingaggiata a titolo definitivo dall'Inter, in Serie A, con cui firma un contratto triennale.

### Nazionale
Vilhjálmsdóttir inizia ad essere convocata dalla Federcalcio islandese (KSÍ) dal 2016, per vestire inizialmente la maglia della formazione Under-16 impegnata nelle edizioni dal 2016 al 2017 della Nordic Cup maturando complessivamente, tra tornei ed amichevoli, 11 presenze e siglando 2 reti.
Nel frattempo riceve la prima sua convocazione nella formazione under 17, inserita in rosa con la squadra che affronta le qualificazioni all'Europeo della Repubblica Ceca 2017, debuttando in un torneo ufficiale UEFA il 26 ottobre 2016, nel primo incontro del gruppo 10 della prima fase eliminatoria, dove la sua nazionale supera con il risultato di 4-0 le pari età della Bielorussia e dove al 32' sigla la terza rete per la sua nazionale.
Maturando complessivamente 6 presenze con 2 reti siglate nelle due fasi del torneo, condivide il percorso con le compagne superando la prima fase al secondo posto ma, inserita nel gruppo 6 della fase élite, dovendo cedere il primo posto e l'accesso alla fase finale alla Spagna. Vilhjálmsdóttir rimane in quota d'età per disputare anche le successive qualificazioni all'Europeo di Lituania 2018, maturando 5 presenze e 2 reti nelle due fasi del torneo e dove la sua squadra, causa la sconfitta per 3-1 da parte della Germania nella fase élite, fallisce nuovamente l'accesso alla fase finale. Complessivamente, comprese le amichevoli, tra il 2016 e il 2018 totalizza 7 reti su 15 presenze.
Del 2018 è la sua prima convocazione in under 19, chiamata in occasione del Torneo di La Manga e dove fa il suo esordio il 2 marzo nell'incontro perso 2-1 con l'Italia, per essere in seguito impiegata, dopo un paio di amichevoli ad agosto, nel corso delle qualificazioni all'Europeo di Scozia 2019, debuttando nel torneo ufficiale UEFA nella prima delle sfide del gruppo 12, il 2 ottobre di quell'anno, nella vittoria per 2-1 sul Galles. Gioca tutti i tre incontri della prima fase e, dopo aver partecipato in Spagna all'edizione 2019 del Torneo di La Manga, anche alle tre della successiva fase élite, dove l'Islanda, inserita nel gruppo 3, non riesce ad essere sufficientemente competitiva fallendo l'accesso alla fase finale. Rimane in rosa anche per la fase iniziale delle qualificazioni al successivo Europeo di Georgia 2020, giocando tutte le tre partite del gruppo 12, vestendo la maglia della U19 in ulteriori 5 amichevoli fino al marzo 2020, totalizzando complessivamente 10 reti su 22 incontri disputati.
Nel frattempo, nell'estate 2019, arriva anche la sua prima convocazione in nazionale maggiore, chiamata dal commissario tecnico Jón Þór Hauksson in occasione dell'amichevole del 17 giugno vinta 2-0 sulla Finlandia, mentre per una partita ufficiale UEFA deve attendere oltre un anno, il 17 settembre 2020, nelle qualificazioni, gruppo F, all'Europeo di Inghilterra 2022, scesa in campo da titolare nell'incontro vinto 9-0 sulla Lettonia dove contribuisce alla vittoria segnando la rete che fissa il risultato al 90'+2'.

## Statistiche

### Presenze e reti nei club
Statistiche aggiornate al 14 agosto 2025.
| Stagione                | Squadra                 | Campionato              | Campionato | Campionato | Coppe nazionali | Coppe nazionali | Coppe nazionali | Coppe continentali | Coppe continentali | Coppe continentali | Altre coppe | Altre coppe | Altre coppe | Totale | Totale |
| Stagione                | Squadra                 | Comp                    | Pres       | Reti       | Comp            | Pres            | Reti            | Comp               | Pres               | Reti               | Comp        | Pres        | Reti        | Pres   | Reti   |
| ----------------------- | ----------------------- | ----------------------- | ---------- | ---------- | --------------- | --------------- | --------------- | ------------------ | ------------------ | ------------------ | ----------- | ----------- | ----------- | ------ | ------ |
| 2016                    | FH Hafnarfjarðar        | UK                      | 14         | 1          | CI              | 1               | 1               | -                  | -                  | -                  | -           | -           | -           | 15     | 2      |
| 2017                    | FH Hafnarfjarðar        | UK                      | 15         | 2          | CI              | -               | -               | -                  | -                  | -                  | -           | -           | -           | 15     | 2      |
| Totale FH Hafnarfjarðar | Totale FH Hafnarfjarðar | Totale FH Hafnarfjarðar | 29         | 3          | -               | 1               | 1               | -                  | -                  | -                  | -           | -           | -           | 30     | 4      |
| 2018                    | Breiðablik              | UK                      | 16         | 0          | CI              | 4               | 1               | -                  | -                  | -                  | -           | -           | -           | 20     | 1      |
| 2019                    | Breiðablik              | UK                      | 18         | 4          | CI              | 1               | 0               | UWCL               | 7                  | 2                  | CI          | 1           | 0           | 27     | 6      |
| 2020                    | Breiðablik              | UK                      | 15         | 4          | CI              | 2               | 0               | -                  | -                  | -                  | -           | -           | -           | 17     | 4      |
| Totale Breiðablik       | Totale Breiðablik       | Totale Breiðablik       | 49         | 8          | -               | 7               | 1               | -                  | 7                  | 2                  | -           | -           | -           | 64     | 11     |
| 2020-2021               | Bayern Monaco           | BL                      | 6          | 0          | CG              | -               | -               | UWCL               | 3                  | 1                  | -           | -           | -           | 9      | 1      |
| 2021-2022               | Bayern Monaco           | BL                      | 10         | 0          | CG              | 2               | 0               | UWCL               | 3                  | 1                  | -           | -           | -           | 15     | 1      |
| 2022-2023               | Bayern Monaco           | BL                      | 7          | 0          | CG              | 2               | 0               | UWCL               | 2                  | 0                  | -           | -           | -           | 11     | 0      |
| Totale Bayern Monaco    | Totale Bayern Monaco    | Totale Bayern Monaco    | 23         | 0          | -               | 4               | 0               | -                  | 8                  | 2                  | -           | -           | -           | 35     | 2      |
| 2023-2024               | Bayer Leverkusen        | BL                      | 22         | 5          | CG              | 3               | 0               | -                  | -                  | -                  | -           | -           | -           | 25     | 5      |
| 2024-2025               | Bayer Leverkusen        | BL                      | 22         | 2          | CG              | 3               | 0               | -                  | -                  | -                  | -           | -           | -           | 25     | 2      |
| Totale Bayer Leverkusen | Totale Bayer Leverkusen | Totale Bayer Leverkusen | 44         | 7          | -               | 6               | 0               | -                  | -                  | -                  | -           | -           | -           | 50     | 7      |
| 2025-2026               | Inter                   | A                       | -          | -          | CI              | -               | -               | UWCL               | -                  | -                  | WC          | -           | -           | -      | -      |
| Totale carriera         | Totale carriera         | Totale carriera         | 145        | 18         | -               | 18              | 2               | -                  | 15                 | 4                  | -           | 1           | 0           | 179    | 24     |

## Palmarès

### Club
- Campionato islandese: 2

Breiðablik: 2018, 2020
- Coppa d'Islanda: 1

Breiðablik: 2018
- Supercoppa d'Islanda:1

Breiðablik: 2019
- Coppa di lega islandese:1

Breiðablik: 2019
- Campionato tedesco: 2

Bayern Monaco: 2020-21, 2022-23

### Nazionale
- Pinatar Cup: 1

2023